# Клох
Клох (англ. Clogh; ирл. An Chloch) — деревня в Ирландии, находится в графстве Уэксфорд (провинция Ленстер) на региональной дороге R772 в пяти километрах от Гори.